# Stenosoma capito
Stenosoma capito là một loài chân đều trong họ Idoteidae. Loài này được Rathke miêu tả khoa học năm 1837.